# 凛央捺はる
凛央捺 はる（りおな はる、4月8日 - ）は、宝塚歌劇団星組に所属する男役。
福岡県糸島市、筑紫女学園高校出身。身長170cm。愛称は「がく」、「りおな」。

## 来歴
2016年4月、宝塚音楽学校入学。
2018年4月、宝塚歌劇団に104期生として入団。入団時の成績は33番。星組宝塚大劇場公演『ANOTHER WORLD／Killer Rouge』で初舞台。
2018年7月11日〜13日、『ANOTHER WORLD／Killer Rouge』東京公演を体調不良のため休演。

## 主な舞台

### 初舞台公演
- 2018年4月～6月、『ANOTHER WORLD／Killer Rouge』（宝塚大劇場）

### 星組配属後
- 2018年6月～7月、『ANOTHER WORLD／Killer Rouge』（東京宝塚劇場）
- 2019年1月～3月、『霧深きエルベのほとり／ESTRELLAS～星たち～』
- 2025年1月、『ANTHEM-アンセム-』（日本武道館）
- 2025年4 - 8月、『阿修羅城の瞳』 - 春弥『エスペラント！』
- 2025年9 - 10月、『ダンサ セレナータ／Tiara Azul －Destino－ II』（全国ツアー）
- 2026年1 - 4月、『恋する天動説／DYNAMIC NOVA』

## 出演イベント
- 2019年4月、「中山寺　無縁経大会式」